# Nordre Brødrene
Nordre Brødrene est une île norvégienne du comté de Hordaland appartenant administrativement à Litlakalsøy.

## Description
Il s'agit de deux rochers désertiques à fleur d'eau qui s'étendent sur environ 62 m de longueur pour une largeur approximative de 20 m. 